# 郭向远
郭向远（1953年11月—），湖北恩施州咸丰县人。北京师范大学政治经济学专业毕业。

## 生平
1996年至1999年，任国务院办公厅秘书二局副局长。1999年至2000年，任国务院办公厅秘书二局政务专员兼副局长。2000年，任国务院办公厅秘书。

### 教育部
2005年4月，任教育部党组成员、部长助理。

### 科技部
2008年12月，任科技部党组成员、纪检组长。2012年11月14日，当选中国共产党第十八届中央纪律检查委员会委员。2016年10月，不再担任中央纪委驻科技部纪检组组长。